# Channing Tatum
Channing Matthew Tatum (Cullman, Alabama, 26. travnja 1980. ), poznatiji kao Channing Tatum, je američki glumac, producent i bivši model. Radio je kao model i onda se posvetio glumi. Pojavio se u mnogobrojnim filmovima kao što su: Havoc (2005.), Trener Carter (2005), Supercross (2005), Ona je najbolja, Step Up i A Guide to Recognizing Your Saints.

## Raniji život
Njegova se obitelj preselila u Mississippi kada je imao šest godina. Dok je bio mlađi igrao je nogomet, američki nogomet, bejzbol itd. Pohađao je katoličku školu u Tampi, Florida. Maturirao je 1998. Nakon toga dobio je sportsku školarinu za koledž.

## Karijera
Prvo je radio kao model. Nakon toga se pojavio kao plesač u spotu She Bangs (Ricky Martin). Poslije je potpisao za modelsku agenciju u Miamiju. Nakon toga se pojavio u mnogobrojnim kampanjama i reklamama. Tatum je rekao da mu je modelska karijera pomogla u životu. Tatum je počeo svoju glumačku karijeru u 2004 godini. Pojavio se u seriju CSI: Miami. Njegova prva uloga u filmu je bila 2005. godine u srednjoškolskoj drami, Coach Carter, u kojem je glumio Samuel L. Jacksona. U 2005. glumio je u filmovima Supercross i Havoc. U 2006. odigrao je ulogu u filmu She's the Man.

## Filmovi
2005.      
- Coach Carter- Jason Lyle
- Havoc- Nick
- War of the Worlds
- Supercross- Rowdy Sparks

2006.     
- She's the Man- Duke Orsino
- Step Up- Tyler Gage

2007.                 
- A Guide to Recognizing Your Saints- Antonio
- The Trap- Greg

2008.      
- Stop-Loss – Steve Shriver
- Battle in Seattle
- Fighting – Sean Arthur
- Step Up 2:The Streets- Tyler Gage

2009.      
- Parkour
- Dear John (Sve što želim si ti)- John Tyree
- Public Enemies- Preety Boy Floyd
- G.I. Joe- Duke

2011.
- The Dilemma - Zip
- The Son of No One - Jonathan White
- The Eagle - Marcus Flavius Aquila
- 10 Years - Jake Bills

2012.
- Haywire - Aaron
- The Vow (Zavjet Ljubavi)- Leo Collins
- 21 Jump Street - Greg Jenko
- Magic Mike - Michael Lane

2013.
- Side Effects (Nuspojave) - Martin Taylor
- G.I.Joe: Retaliation - Captain Duke
- This is the End - Channing Tatum
- White House Down (Misija: Bijela Kuća) - John Cale
- Foxcatcher - Mark Shultz

2014.
- The Lego Movie - Superman (glas)
- Jupiter Ascending - Caine
- 22 Jump Street - Greg Jenko
- The Book of Life - Joaquin

2015.
- Jupiter Ascending - Caine
- Magic Mike - Magic Mike
- The Hateful Eight - Jody

2016.
- Hail, Caesar! - Burt Gurney

2017.
- The Lego Batman Movie - Superman
- Dark Hoser - Superman
- Logan Lucky - Jimmy Logan
- Kingsman: The Golden Circle - Tequila[2]

2018.
- Smallfoot - Migo

2019.
- The Lego Movie 2: The Second Part - Superman

2021.
- America: The Motion Picture - George Washington
- Free Guy - Revenjamin Buttons

2022.
- Dog - Army Ranger Briggs
- The Lost City - Alan